# Clackamas County
Clackamas County je okres amerického státu Oregon založený v roce 1843. Správním střediskem je město Oregon City. V roce 2010 v okrese žilo 375 992 obyvatel.